# Doxa Dramas
Doxa Dramas ist ein griechischer Fußballverein aus der Stadt Drama, die in der Verwaltungsregion Ostmakedonien und Thrakien liegt. Doxa Dramas spielt aktuell in der Gamma Ethniki, der dritten griechischen Liga.

## Geschichte
Der Verein wurde 1918 nach einem Fußballfreundschaftsspiel zwischen Einwohnern der Stadt Drama und britischen Soldaten, die während des Ersten Weltkrieges in der Region stationiert waren, gegründet. Bis 1919 hieß der Verein Pyleas. Dann wurde der Club in Verein zur Körperertüchtigung DOXA, auf Griechisch: Σύλλογο σωματικής αγωγής Η ΔΟΞΑ, umbenannt. Das ursprüngliche Vereinswappen war das Kleeblatt, das dann durch den schwarzen Adler ersetzt wurde, daher der Spitzname „schwarze Adler“ = Mavraeti = Μαυραετοί auf Griechisch.
Doxa Dramas hat nach der Einführung der griechischen nationalen Ligen 1959/60 an 21 griechischen nationalen Meisterschaften der ersten Liga, auf Griechisch A’ Ethniki, teilgenommen. Die beste Platzierung war der sechste Platz im Jahr der Einführung 1959/60.
Auch in den Jahren 1960, 1961 und 1991 wurde Doxa Dramas als das beste Provinzteam, ein inoffizieller Titel der Mannschaften außerhalb Attikas und Thessalonikis, ausgezeichnet. Vor der Einführung der ersten nationalen Liga in Griechenland (A’ Ethniki), hatte Doxa Dramas dreimal 1957, 1958, 1959 die Endphase der griechischen Meisterschaften erreicht.
Im griechischen Pokal erreichte Doxa Dramas drei Mal das Finale, verlor aber alle drei Endspiele gegen Olympiakos: im Jahr 1954 mit 0:2, im Jahr 1958 mit 1:5 und im Jahr 1959 mit 1:2. Des Weiteren erreichte Doxa Dramas dreimal das griechische Pokalhalbfinale (1952, 1955, 1961) und weitere viermal das Viertelfinale (1981, 1991, 1992, 1993).

## Stadion
Das erste offizielle Spiel, das 3:0 für Doxa Drama ausging, absolvierte Doxa Dramas gegen die benachbarte Stadt Kavala. Nach den ersten Erfolgen kristallisierte sich das Fehlen eines eigenen Stadions heraus. Anastasios Doumpesas spendete das Grundstück für das Doxa Drama Stadion. Die Einweihung fand am 1. Juli 1927 statt. Es hat eine Kapazität von zurzeit 9.000 Zuschauern (Stand 21. Dezember 2017).

## Trainer
- Kostas Polychroniou (1982–1983)
- Gerd Prokop (1988–1989, 1992)